# رود روبنسون
رود روبنسون (بالإنجليزية: Rod Robinson)‏ هو لاعب كرة قدم أمريكية أمريكي، ولد في 17 مايو 1976 في ممفيس في الولايات المتحدة.

## وصلات خارجية
- رود روبنسون على موقع JustSportsStats.com (الإنجليزية)